# St. Michael (Hanfeld)

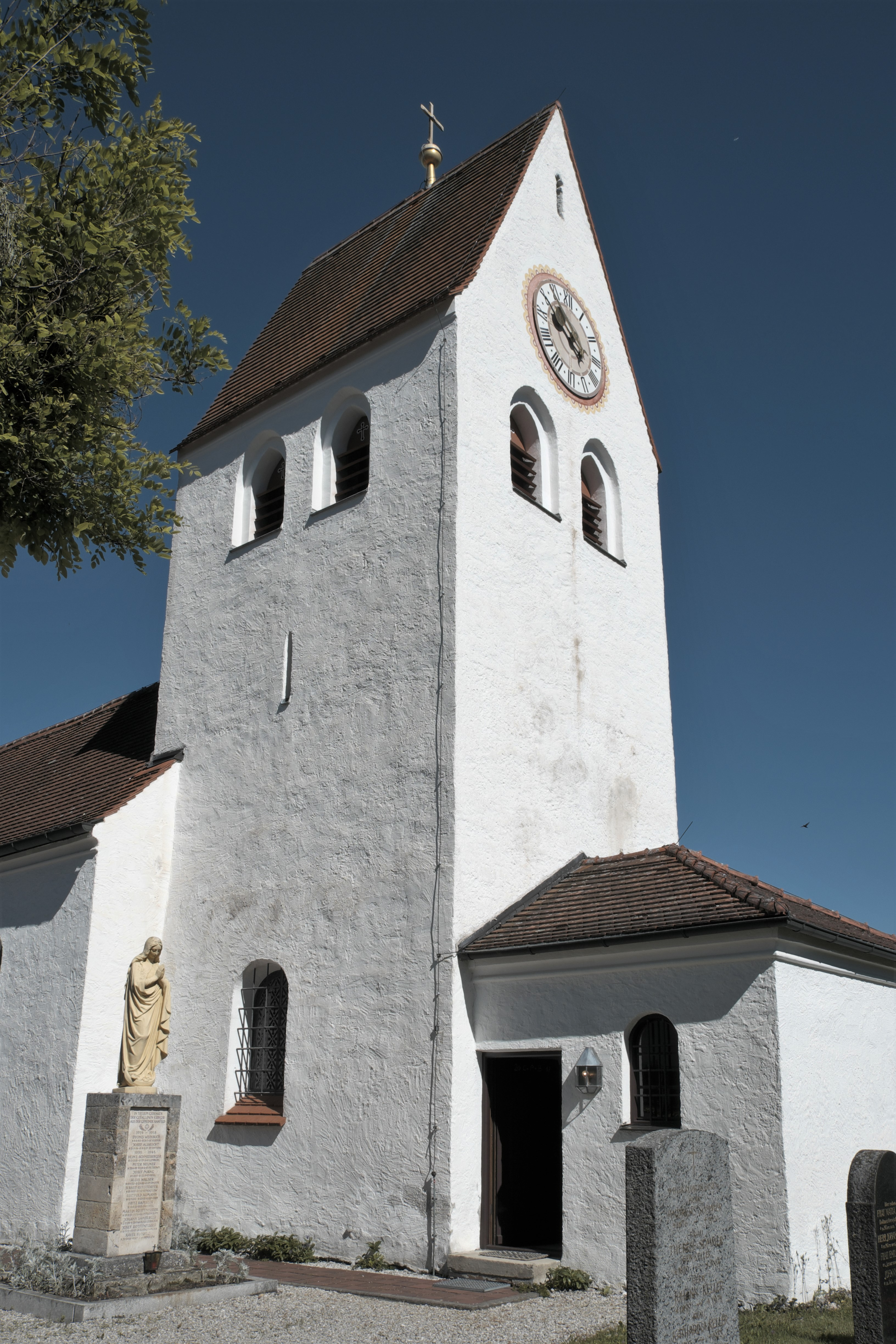
Kirche St. Michael

Die katholische Filialkirche St. Michael in Hanfeld, einem Stadtteil von Starnberg im gleichnamigen oberbayerischen Landkreis, wurde vermutlich im 14. Jahrhundert als Chorturmkirche errichtet. Die Kirche beherbergt als Dauerleihgabe des Bistums Augsburg einen Altar aus der frühen Renaissance.

## Geschichte
Zwischen dem 17. und 19. Jahrhundert wurde die ursprünglich gotische Kirche mehrfach umgebaut und die Kirchenausstattung erneuert. 1667 wurde das Schiff, das damals seine heutige Länge erhielt, erweitert. Bereits im Jahr 1705 vergrößerte man die Fenster und schuf weitere. 1876 wurde das Dach erneuert, das Langhaus erhöht und die Fenster in ihrer heutigen Größe durchgebrochen. Im Westen wurde eine Vorhalle angefügt. 1892 erfolgte der Anbau der Sakristei am Chorscheitel.

## Architektur

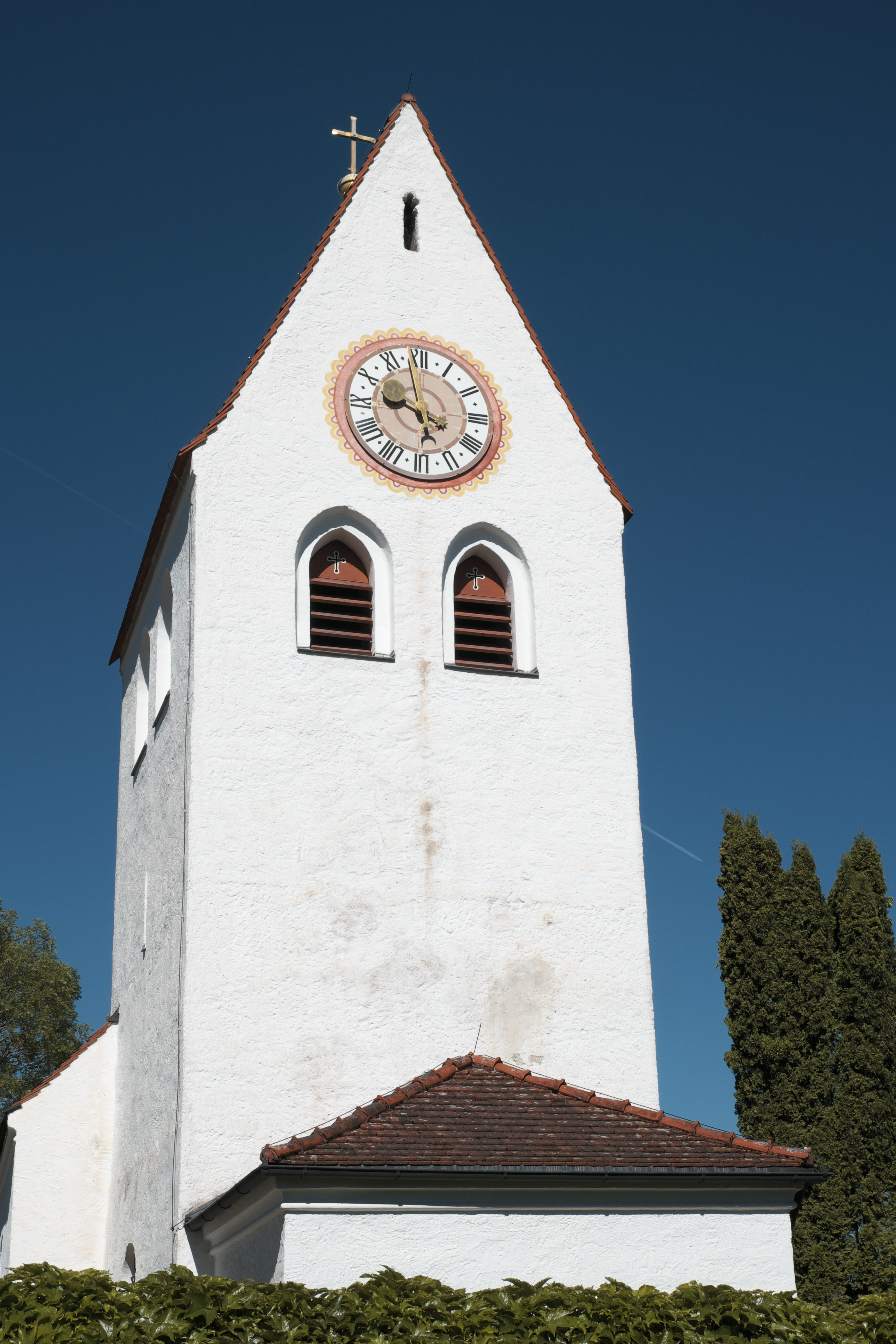
Glockenturm

Die Kirche ist ein flach gedeckter Saalbau, dessen Decke mit schlichter, grau gerahmter Feldermalerei überzogen ist. Ein Spitzbogen öffnet das Langhaus zum stark eingezogenen und von einem Kreuzrippengewölbe überspannten Chor im Untergeschoss des Turmes. Der wuchtige Glockenturm ist mit einem Satteldach gedeckt. Der obere Teil des Turms mit seinen spitzbogigen Klangarkaden wurde vermutlich um 1500 erneuert.

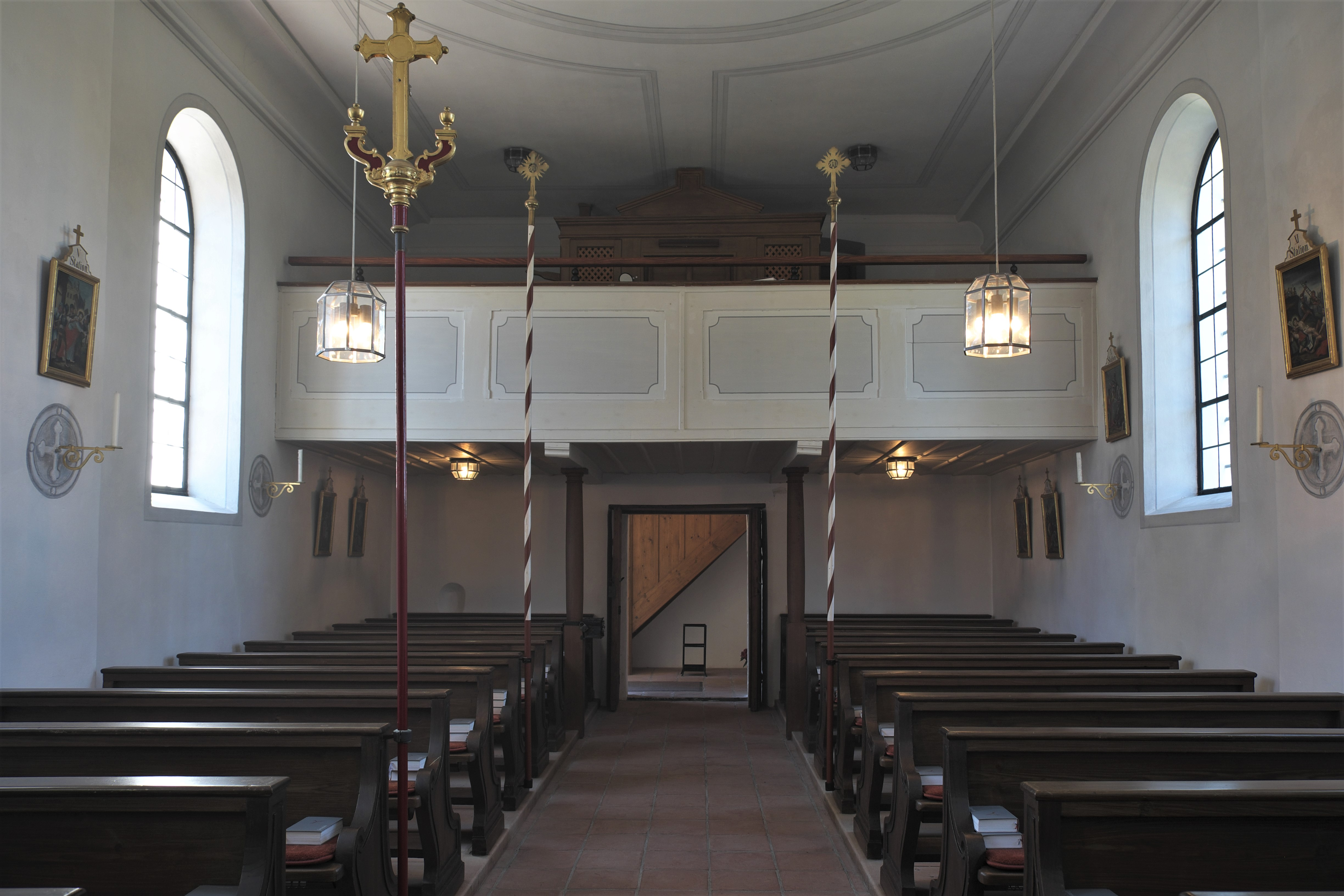
Innenraum, Blick zur Empore
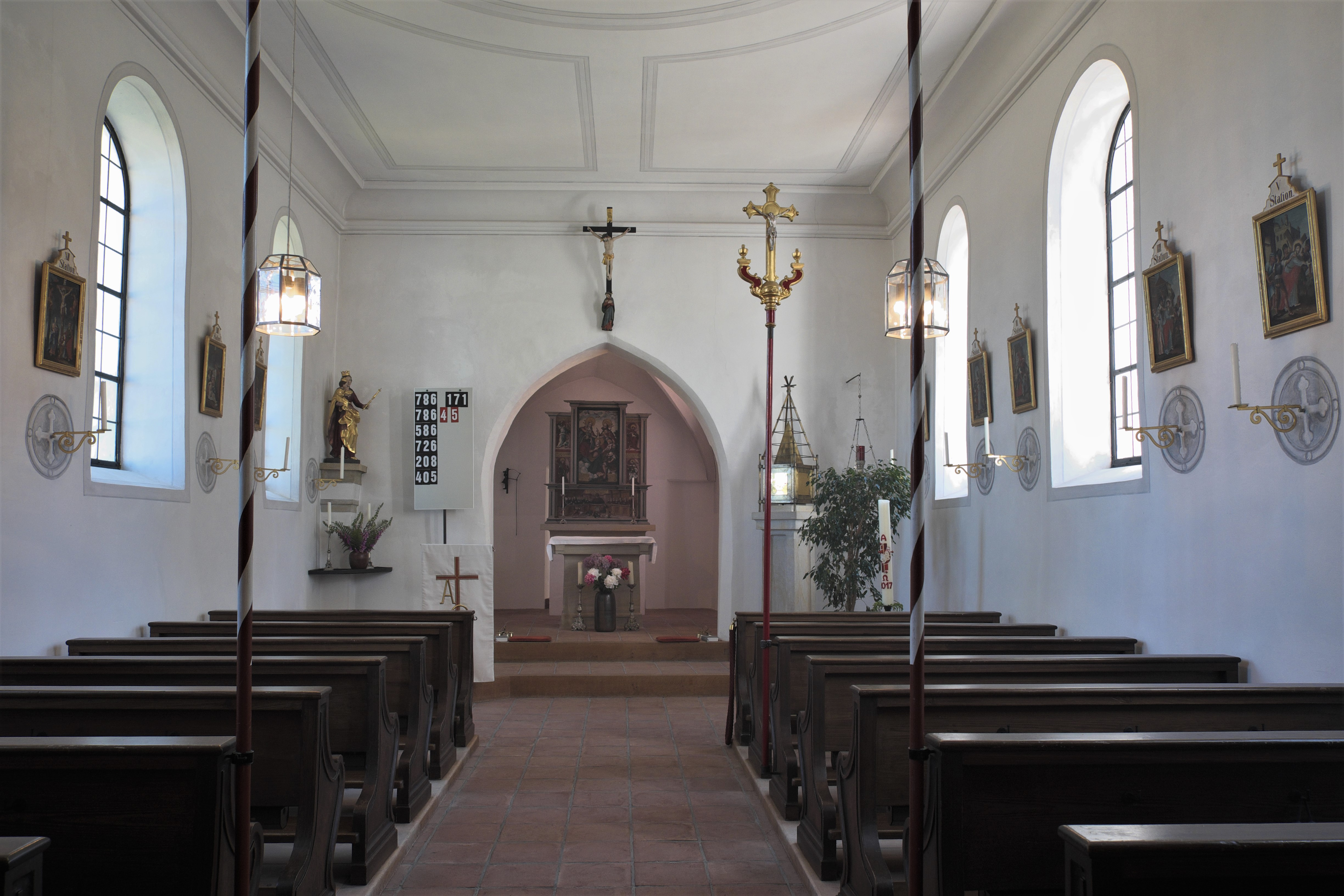
Innenraum, Blick zum Chor
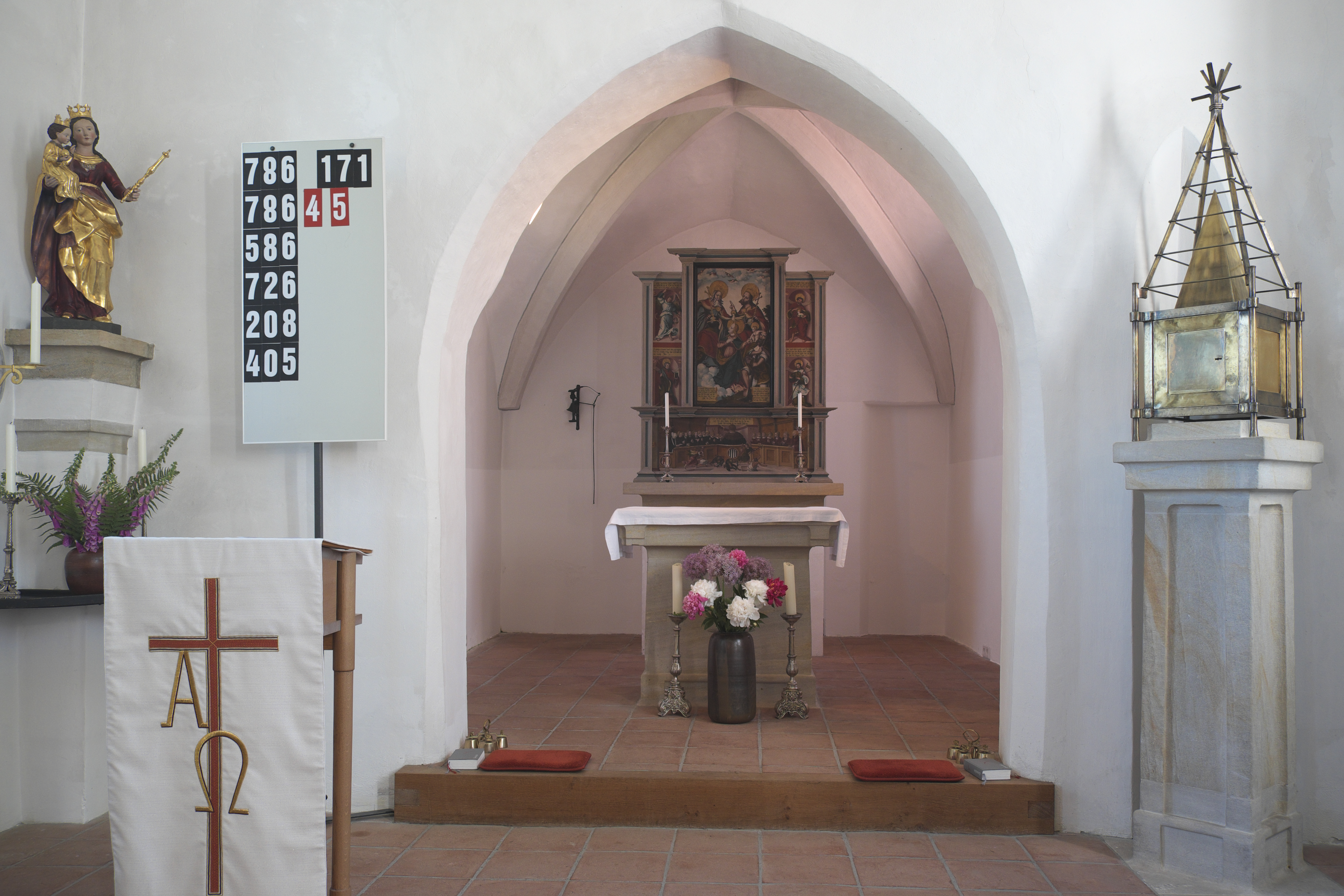
Altarraum

## Ausstattung
- Links neben dem Chorbogen steht auf einer steinernen Stele eine ursprünglich spätbarocke Madonna, die im 19. Jahrhundert ein Jesuskind mit geschnitztem Gewand erhielt.
- Zwei Skulpturen im Nazarenerstil, eine Figur des heiligen Joseph mit Jesuskind und eine Figur des Erzengels Michael, sind heute im Vorraum aufgestellt.

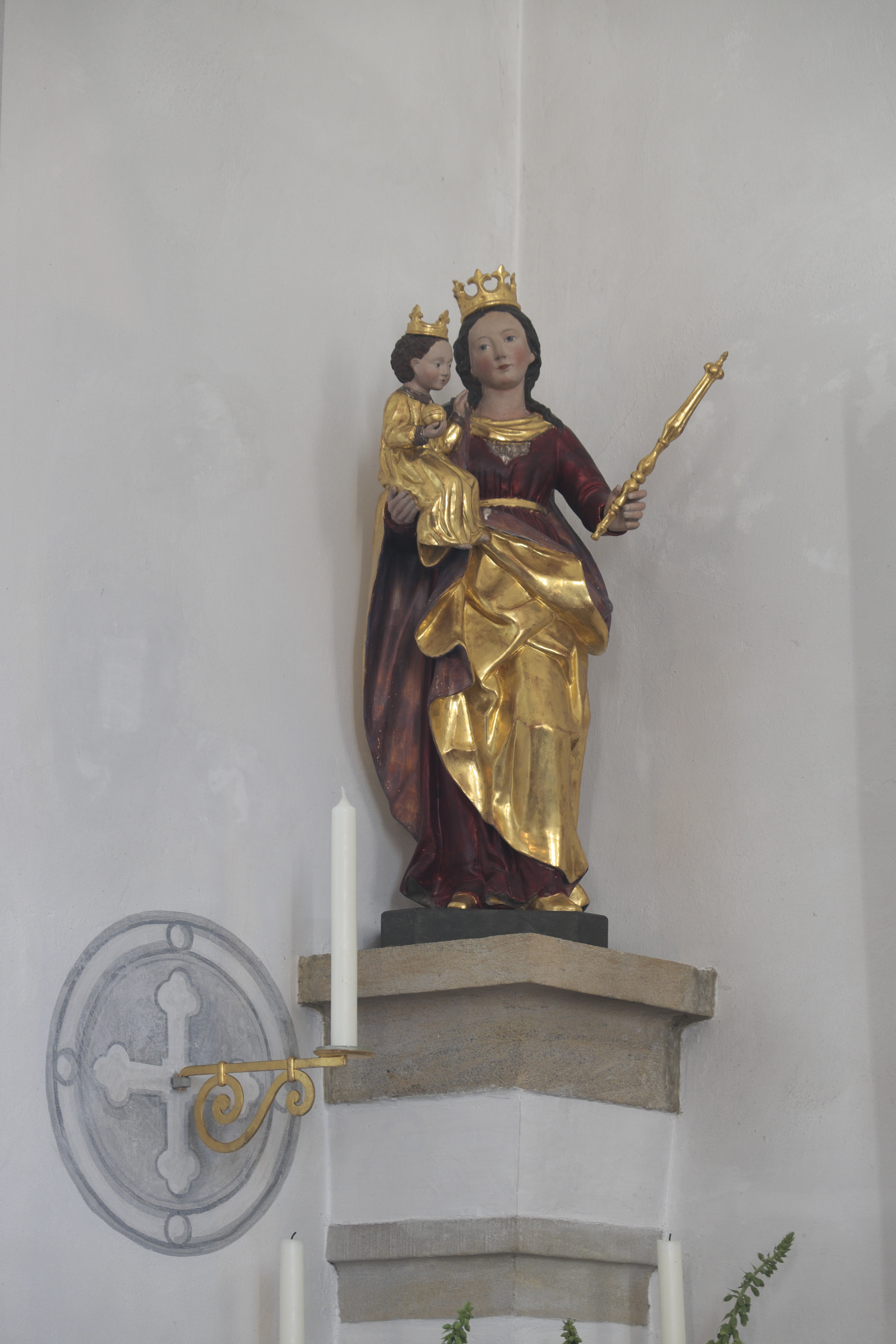
Madonna mit Kind
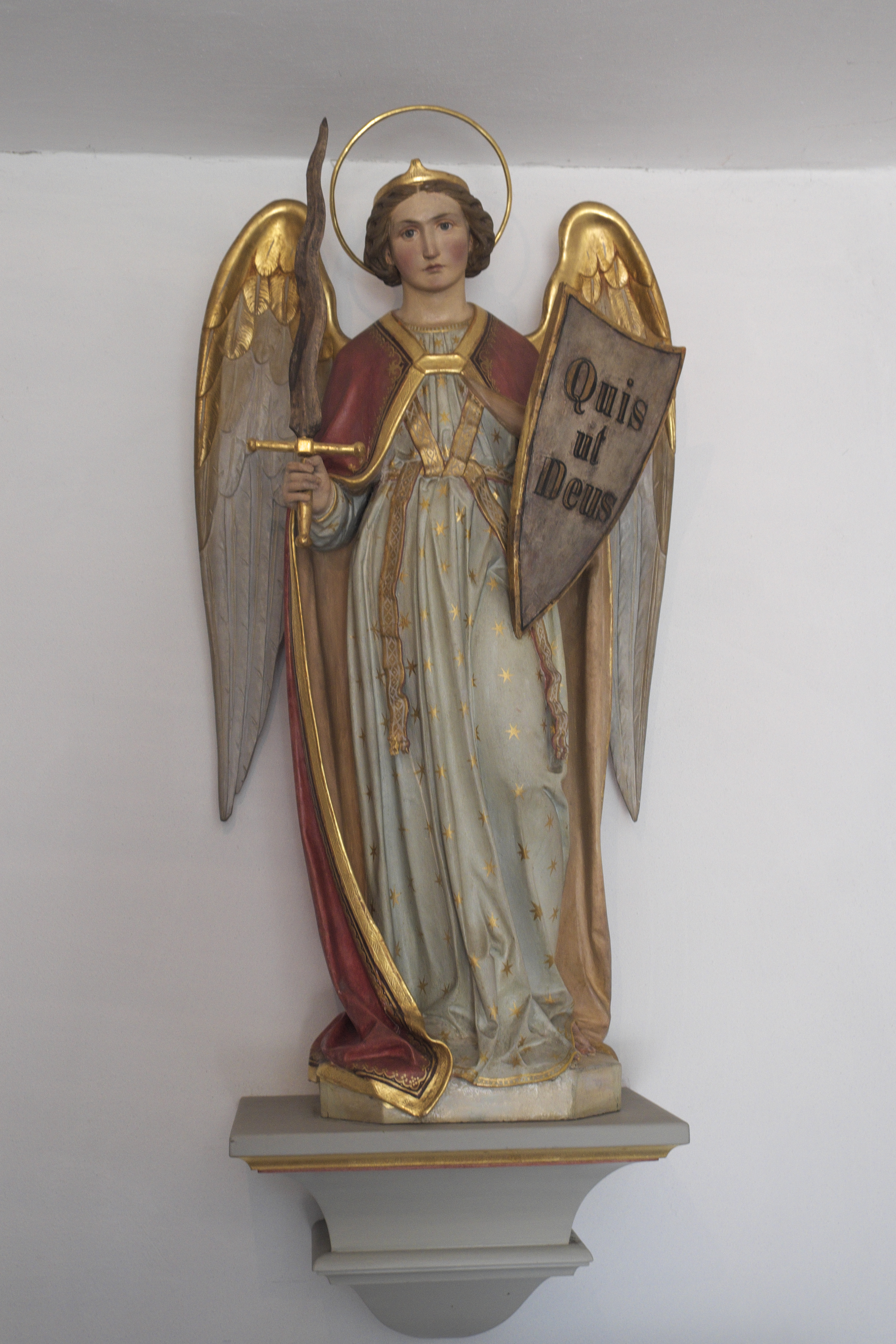
Erzengel Michael

## Renaissance-Altar

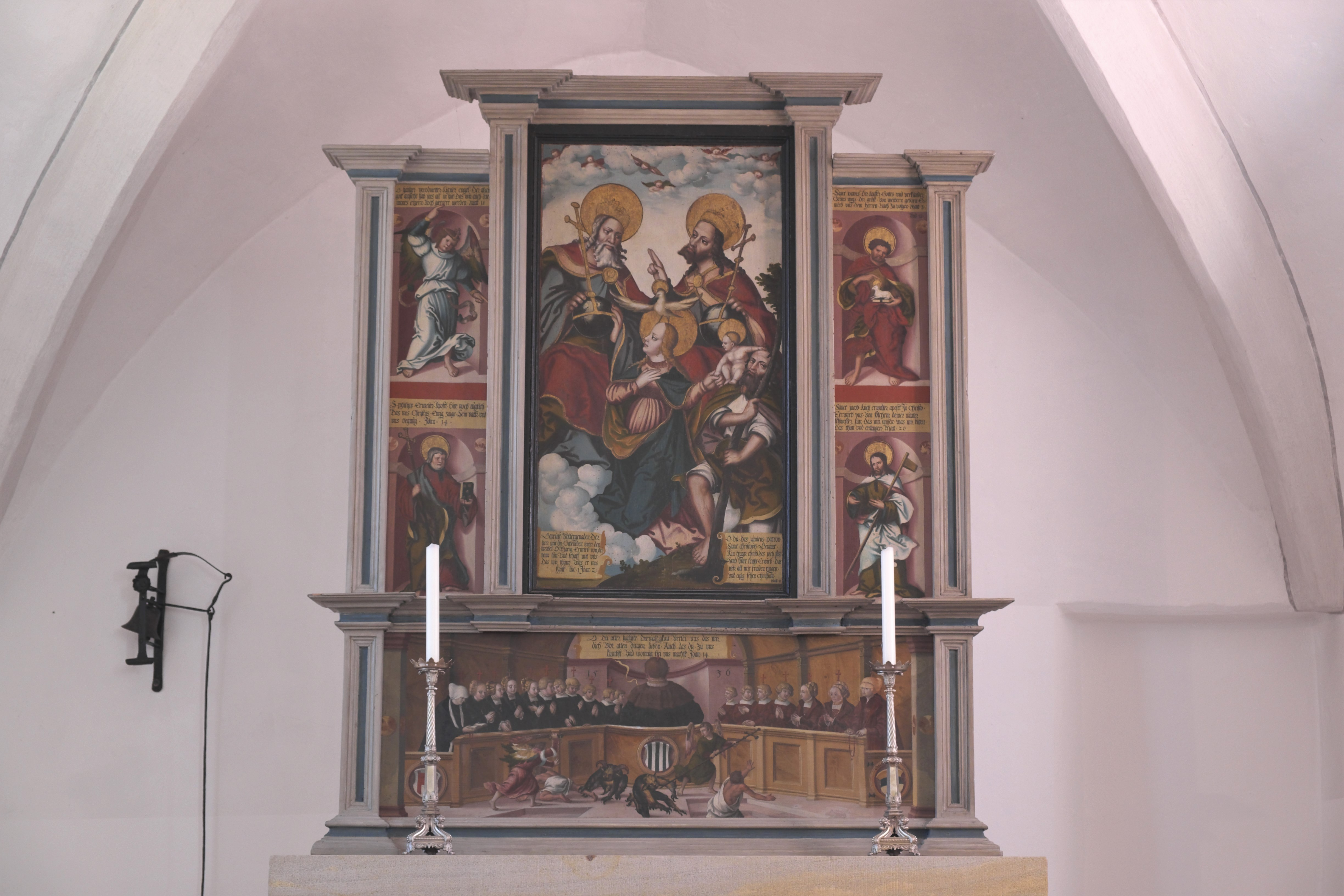
Renaissance-Altar

Der Altaraufsatz gehört nicht zur ursprünglichen Kirchenausstattung. Er wurde der Kirche vom Bistum Augsburg als Dauerleihgabe überlassen. Auf der Predella ist das Entstehungsjahr 1536 zu lesen, die beiden Wappen der Herrschaften Werdenberg und Zug verweisen auf die Herkunft des Altars aus der Schweiz. Der Stifter, der mit dem Rücken zum Betrachter steht, und seine Familie sind im Gebet dargestellt. Über den Köpfen der bereits verstorbenen Familienmitglieder ist ein  Kreuz gemalt. In der Szene im Vordergrund sieht man ihren Gräbern entstiegene Arme Seelen, die vor zwei Teufeln zu fliehen versuchen. Zwei Engel, einer mit einem Flammenschwert, ein anderer mit einem Kreuzstab, kommen ihnen zu Hilfe.
Auf der Mitteltafel des Altars sind die Heilige Dreifaltigkeit und Maria dargestellt. Die Taube des Heiligen Geistes sitzt auf dem Kopf Mariens. Jesus und Gottvater sind in rote Umhänge gehüllt, beide halten Weltkugeln mit Kreuzstab, die sie als Weltenherrscher auszeichnen sollen. Über ihnen schweben sieben Puttenköpfe in den Wolken. Am rechten Bildrand steht Christophorus, der Namenspatron des Stifters, der das Jesuskind auf seinen Schultern trägt. In den kleineren seitlichen Tafeln sind Heiligenfiguren in gemalten Nischen abgebildet, über denen Inschriften angebracht sind. Oben links steht ein Engel, in der rechts gegenüberliegenden Tafel ist Johannes der Täufer mit dem Lamm Gottes zu sehen. Auf den beiden unteren Tafeln ist links der Apostel Philippus und rechts der Apostel Jakobus der Jüngere dargestellt.